# 3-бета-гидроксистероиддегидрогеназа, тип 2
3-бета-гидроксистероиддегидрогеназа, тип 2 — фермент человека, кодируемый геном HSD3B2 на 1-й хромосоме и представляющий собой один из двух известных 3-бета-гидроксистероиддегидрогеназ человека. В отличие от I типа фермента, данный фермент активен в первую очередь в стероидогенных тканях, играя важную роль в производстве половых гормонов.

## Значение в медицине
Мутации гена HSD3B2 приводят к врождённой гиперплазии коры надпочечников вследствие недостаточности 3-бета-гидроксистероиддегидрогеназы.
1. 1 2 3  GRCh38: Ensembl release 89: ENSG00000203859 - Ensembl, May 2017
2. 1 2 3  GRCm38: Ensembl release 89: ENSMUSG00000027871 - Ensembl, May 2017
3. ↑  Ссылка на публикацию человека на PubMed: Национальный центр биотехнологической информации, Национальная медицинская библиотека США.
4. ↑  Ссылка на публикацию мыши на PubMed: Национальный центр биотехнологической информации, Национальная медицинская библиотека США.